# Zakaria El Wardi
Zakaria El Wardi (17 augustus 1998) is een jonge Marokkaanse voetballer die bij voorkeur speelt als middenvelder. Hij verruilde in 2019 Moghreb Athletic Tétouan voor Raja Casablanca.

## Clubcarrière

### Moghreb Tétouan
El Wardi komt uit de jeugdopleiding van Moghreb Tétouan en maakte op 8 april 2017 zijn debuut in de Botola Pro. Hij speelde 19 wedstrijden voor de club alvorens hij in de winter van 2018 naar Raja Casablanca vertrok.

### Raja Casablanca
El Wardi speelde in zijn eerste half jaar alle competitiewedstrijden en won met Raja de CAF Supercup.

## Interlandcarrière
El Wardi speelde interlands voor zowel Marokko −20 als Marokko −23.

## Erelijst
Raja Casablanca
- CAF Super Cup: 1

Winnaar: 2019
1 Zniti  ·
2 Douik ·
4 Gael Ngah ·
5 Moutouali ·
6 Ngoma ·
7 Islah ·
8 Al-Warfali ·
10 Benhalib ·
11 Jabroun ·
12 El Haddaoui ·
13 Benoun ·
15 Haddad ·
17 Ahadad ·
18 Hafidi ·
19 Malango ·
20 Jbira ·
21 Rahimi ·
22 Bouamira ·
25 Boutayeb ·
30 Nanah ·
55 Achchakir ·
96 Arjoune ·
98 El Wardi ·
Coach: vacant
· Assistent-coach: Safri